# 赤根谷達雄
赤根谷 達雄（あかねや たつお、1956年 - ）は、日本の政治学者。筑波大学大学院人文社会科学研究科国際公共政策専攻教授。専門は、国際政治経済学・安全保障論。

## 略歴
秋田県秋田市生まれ。東京大学教養学部卒業、同大学院社会学研究科修士課程国際関係論専攻修了、1990年オーストラリア国立大学で博士号取得。東京大学教養学部助手（1989-92年）、筑波大学社会工学系専任講師（1992-96年）、同助教授
（1996-00年）、同教授（2000-01年）を経て、現在は筑波大学大学院人文社会科学研究科教授。
1993年、『日本のガット加入問題』でサントリー学芸賞を受賞。1995年から96年まで王立国際問題研究所客員研究員を務めた。

## 著書

### 単著
- 『日本のガット加入問題――「レジーム理論」の分析視角による事例研究』（東京大学出版会, 1992年）

### 共編著
- （落合浩太郎）『「新しい安全保障」論の視座――人間・環境・経済・情報』（亜紀書房, 2001年/増補改訂版, 2007年）
- （落合浩太郎）『日本の安全保障』（有斐閣, 2004年）